# سلوش (صربستان)
سلوش (به صربی: Seleuš) یک منطقهٔ مسکونی در صربستان است که در Alibunar Municipality واقع شده‌است. سلوش ۱٬۵۱۵ نفر جمعیت دارد و ۶۶ متر بالاتر از سطح دریا واقع شده‌است.